# Fernando Pacheco Flores
Fernando Pacheco Flores (Badajoz, 18 de maio de 1992) é um futebolista espanhol que atua como goleiro. Atualmente, defende o Espanyol.
Em 7 de agosto de 2015 foi contratado pelo Deportivo Alavés por três temporadas.

## Títulos
Real Madrid
- Copa do Mundo de Clubes da FIFA: 2014

Alavés
- Vice Copa del Rey de España: 2016-2017.